# Philip Coppens
Philip Coppens, nato Filip Coppens (Sint-Niklaas, 25 gennaio 1971 – Los Angeles, 30 dicembre 2012) è stato uno scrittore, giornalista, conduttore radiofonico e critico letterario belga.

## Carriera
Philip Coppens incominciò la sua carriera di scrittore come giornalista investigativo. Nel 1995, fondò il magazine Frontier Magazine, un periodico pubblicato a Benelux. Nel 1999, lavorò come ricercatore per The Stargate Conspiracy, incentrato sull'Antico Egitto e il grado in cui la sua storia funge da continua influenza sulla politica e sui politici contemporanei, con particolare attenzione allo Stargate Project.
Nel 2004 pubblicò il suo secondo libro presentato al Quest Conference del 2005, The Canopus Revelation, nel quale mette in dubbio l'ipotesi che gli antichi egizi associassero il dio Osiride con la costellazione di Orione; invece, egli propose Canopo, la seconda stella più brillante nel cielo notturno.
Nel 2009 pubblicò, invece, Servants of the Grail, nel quale propose delle controparti storiche dei personaggi di Perceval o il racconto del Graal di Chrétien de Troyes, Rotrou III di Perche e Parsifal e, contribuì alla stesura di un capitolo di Ancient Code: Are You Ready for the Real 2012?, intitolato Ancient Inroads Towards a New Age.
Fra il 2010 e il 2012, collaborò con History Channel nella serie Ancient Aliens. J. K. Obatala lo descrisse come un "antico buff alieno" e gli attribuì il merito di aver ridimensionato l'affermazione secondo cui i Dogon Ayantu del Mali possedessero conoscenze astronomiche che potevano ottenere solo dai visitatori di Sirio. Coppens dichiarò che "sembra che Griaule, uno scienziato, volesse attribuire alle civiltà precedenti più conoscenza di quanta ne possedessero realmente". Nell'ottobre 2012, presentò l'Intrepid Magazine's Paradigm Symposium..
In un elogio per Coppens, pubblicato nel magazine Intrepid, venne inclusa una citazione dell'ultimo post di Coppens sul suo blog personale: "Mi è stato diagnosticato un caso estremamente raro di cancro, l'angiosarcoma, che colpisce meno di 200 persone negli Stati Uniti (ciascuna anno). Ogni caso è quasi considerato unico... e così ho scoperto che l'uomo che normalmente studia le anomalie, è diventato anche un enigma medico"

## Vita privata
Coppens era sposato con Kathleen McGowan dal 22 settembre 2011. È morto il 30 dicembre 2012 a Los Angeles, di angiosarcoma..

## Opere
- The Stone Puzzle of Rosslyn Chapel, Frontier Publishing/Adventures Unlimited Press, 2002, ISBN 1-931882-08-8.
- The Canopus Revelation – Stargate of the Gods and the Ark of Osiris, Enkhuizen, Frontier Publishing, 2004, ISBN 1-931882-26-6.
- Land of the Gods:How a Scottish Landscape Was Sanctified to Become Arthur's Camelot, Enkhuizen, Frontier Publishing, 2007, ISBN 1-931882-69-X.
- The New Pyramid Age, Axis Mundi Books, 2007, ISBN 1-84694-046-X.
- Servants of the Grail, Axis Mundi Books, 2009, ISBN 1-84694-155-5.
- The Ancient Alien Question: A New Inquiry into the Existence, Evidence, and Influence of Ancient Visitors, Pompton Plains, New Page Books, 2011, ISBN 1-60163-198-7.
- The Lost Civilization Enigma, New Page Books, 2012, ISBN 1-60163-232-0.
- Killing Kennedy, BookBaby, 2012.
- The Cryptogram of Rennes-le-Château, BookBaby, 2012.